# 西奧多·馮·埃茲

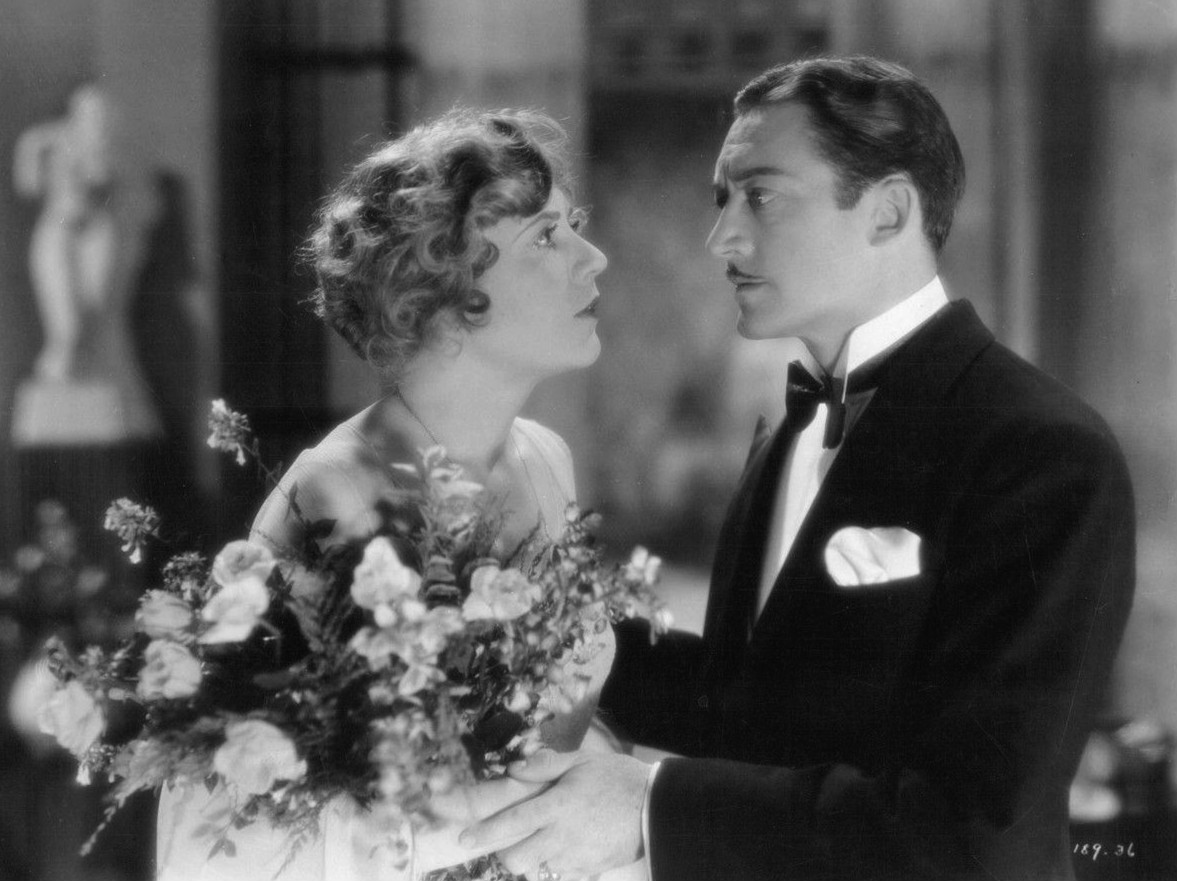
與洛伊絲·威森在《The Furies (1930 film)》中的場景

西奧多·馮·埃茲（英語：Theodore von Eltz，1893年11月5日—1964年10月6日）是一名美國電影演員。他在1915年至1957年期間演出200多部電影。他是女演員洛瑞·瑪奇的父親。

## 部分電影作品
- 《The Speed Girl（英语：The Speed Girl）》（1921年）
- 《Extravagance（英语：Extravagance (1921 film)）》（1921年）
- 《The Fourteenth Lover（英语：The Fourteenth Lover）》（1922年）
- 《Sherlock Brown（英语：Sherlock Brown）》（1922年）
- 《The Woman With Four Faces（英语：The Woman With Four Faces）》（1923年）
- 《Tiger Rose（英语：Tiger Rose (1923 film)）》（1923年）
- 《Hearts of Oak（英语：Hearts of Oak (film)）》（1924年）
- 《Being Respectable（英语：Being Respectable）》（1924年）
- 《That French Lady（英语：That French Lady）》（1924年）
- 《Locked Doors（英语：Locked Doors）》（1925年）
- 《On Thin Ice（英语：On Thin Ice (1925 film)）》（1925年）
- 《Broadway Lady（英语：Broadway Lady）》（1925年）
- 《Bardelys the Magnificent（英语：Bardelys the Magnificent）》（1926年）
- 《The Nickel-Hopper（英语：The Nickel-Hopper）》（1926年）
- 《The Sea Wolf（英语：The Sea Wolf (1926 film)）》（1926年）
- 《Fools of Fashion（英语：Fools of Fashion）》（1926年）
- 《No Man's Law（英语：No Man's Law）》（1927年）
- 《Great Mail Robbery（英语：Great Mail Robbery）》（1927年）
- 《One Woman to Another（英语：One Woman to Another）》（1927年）
- 《Should Tall Men Marry?（英语：Should Tall Men Marry?）》（1928年）
- 《The Way of the Strong（英语：The Way of the Strong）》（1928年）
- 《The Rescue（英语：The Rescue (1929 film)）》（1929年）
- 《The Four Feathers（英语：The Four Feathers (1929 film)）》（1929年）
- 《The Awful Truth（英语：The Awful Truth (1929 film)）》（1929年）
- 《The Divorcee（英语：The Divorcee）》（1930年）
- 《Five and Ten（英语：Five and Ten）》（1931年）
- 《Beyond Victory（英语：Beyond Victory）》（1931年）
- 《Up Pops the Devil（英语：Up Pops the Devil）》（1931年）
- 《Once a Lady（英语：Once a Lady）》（1931年）
- 《Breach of Promise（英语：Breach of Promise (1932 film)）》（1932年）
- 《Self Defense》（1932年）
- 《The Red-Haired Alibi（英语：The Red-Haired Alibi）》（1932年）
- 《The Midnight Lady（英语：The Midnight Lady）》（1932年）
- 《The Unwritten Law（英语：The Unwritten Law (1932 film)）》（1932年）
- 《High Gear（英语：High Gear (1933 film)）》（1933年）
- 《Luxury Liner（英语：Luxury Liner (1933 film)）》（1933年）
- 《No Other Woman（英语：No Other Woman (1933 film)）》（1933年）
- 《Dance Girl Dance（英语：Dance Girl Dance）》（1933年）
- 《Bright Eyes（英语：Bright Eyes (1934 film)）》（1934年）
- 《Rendezvous（英语：Rendezvous (1935 film)）》（1935年）
- 《Private Worlds（英语：Private Worlds）》（1935年）
- 《The Headline Woman（英语：The Headline Woman）》（1935年）
- 《Behind the Green Lights（英语：Behind the Green Lights）》（1935年）
- 《Streamline Express（英语：Streamline Express）》（1935年）
- 《Ticket to Paradise（英语：Ticket to Paradise (1936 film)）》（1936年）
- 《California Straight Ahead!（英语：California Straight Ahead!）》（1937年）
- 《The Westland Case（英语：The Westland Case）》（1937年）
- 《The Sun Never Sets（英语：The Sun Never Sets (film)）》（1939年）
- 《Legion of Lost Flyers（英语：Legion of Lost Flyers）》（1939年）
- 《Teddy, the Rough Rider（英语：Teddy, the Rough Rider）》（1940年）
- 《I'll Wait for You（英语：I'll Wait for You (film)）》（1941年）
- 《The Big Sleep（英语：The Big Sleep (1946 film)）》（1946年）
- 《The Sea Around Us（英语：The Sea Around Us (film)）》（1953年）；只有配音

## 外部連結
- 西奧多·馮·埃茲在互联网电影资料库（IMDb）上的資料（英文）